# Canopo (torpilleur)
Pour les articles homonymes, voir Canopo.
Le Canopo (fanion « CA ») était un torpilleur italien de la classe Spica - type Climene lancé en 1936 pour la Marine royale italienne (en italien : Regia Marina). 

## Conception et description
Les torpilleurs de la classe Spica devaient répondre au traité naval de Londres qui ne  limitait pas le nombre de navires dont le déplacement standard était inférieur à 600 tonnes. Hormis les 2 prototypes, 3 autres types ont été construits : Alcione, Climene et Perseo. Ils avaient une longueur totale de 81,42 à 83,5 mètres, une largeur de 7,92 à 8,20 mètres et un tirant d'eau de 2,55 à 3,09 mètres. Ils déplaçaient 652 à 808 tonnes à charge normale, et 975 à 1 200 tonnes à pleine charge. Leur effectif était de 6 à 9 officiers et de 110 sous-officiers et marins
Les Spica étaient propulsés par deux turbines à vapeur à engrenages Parsons , chacune entraînant un arbre d'hélice et utilisant la vapeur fournie par deux chaudières Yarrow. La puissance nominale des turbines était de 19 000 chevaux-vapeur (14 000 kW) pour une vitesse de 33 nœuds (61 km/h) en service, bien que les navires aient atteint des vitesses supérieures à 34 nœuds (62,97 km/h) lors de leurs essais en mer alors qu'ils étaient légèrement chargés. Ils avaient une autonomie de 1 910 milles nautiques (3 540 km) à une vitesse de 15 nœuds (27,7 km/h)
Leur batterie principale était composée de 3 canons 100/47 OTO Model 1937. La défense antiaérienne (AA) des navires de la classe Spica était assurée par 4 mitrailleuses jumelées Breda Model 1931 de 13,2 millimètres. Ils étaient équipés de 2 tubes lance-torpilles de 450 millimètres (21 pouces) dans deux supports jumelés au milieu du navire.  Les Spica étaient également équipés de  2 lanceurs de charges de profondeur et d'un équipement pour le transport et la pose de 20 mines.

## Construction et mise en service
Le Canopo est construit par le chantier naval Cantieri Navali del Tirreno à Riva Trigoso (Frazionede la commune de Sestri Levante) en Italie, et mis sur cale le 10 décembre 1935. Il est lancé le 1er octobre 1936 et est achevé et mis en service le 31 mars 1937. Il est commissionné le même jour dans la Regia Marina.

## Histoire de service
Après son entrée en service, le torpilleur Canopo est stationné à La Maddalena. Son activité initiale comprend également des missions contre la contrebande dans le bassin oriental de la Méditerranée.
Le 2 juin 1939, le Canopo escorte le navire à moteur Città di Palermo, avec à son bord les princes du Piémont, lors de la revue navale de printemps,. Le navire est commandé par le lieutenant de vaisseau (tenente di vascello) Guido Cordero Lanza di Montezemolo.

### Seconde Guerre mondiale
Lorsque l'Italie est entrée dans la Seconde Guerre mondiale, le Canopo fait partie du IXe escadron de torpilleurs basé à La Maddalena, qu'il forme avec son navire-jumeau (sister ship Cassiopea et les unités beaucoup plus anciennes Mosto et Cairoli. 
Pendant la guerre, le Canopo opère principalement sur des missions d'escorte entre la Sicile et le Golfe de Tarente. Ses fonctions comprennent également le dragage à des fins défensives pour le compte de plus gros navires.
Au début du mois de mai 1941, le navire, sur le point de se rendre à Gênes pour des travaux d'entretien, est affecté, sur proposition de son commandant - le capitaine de corvette (capitano di corvetta) Gino Del Pin - au remplacement d'un autre torpilleur qui, en raison de pannes, ne peut partir pour escorter un convoi à destination de la Libye. Le Canopo, ainsi que trois autres torpilleurs, quittent le port et escortent vers Tripoli des transports chargés de chars et de véhicules de l'Afrika Korps. Il s'agit de la première et unique mission d'escorte effectuée par cette unité sur les routes d'Afrique du Nord.

#### Le naufrage
Dans la soirée du 3 mai, le jour même de l'arrivée du Canopo à Tripoli, le port libyen fait l'objet d'une attaque aérienne britannique. Un des avions britanniques, après avoir survolé pendant un long moment le torpilleur italien (à partir duquel il n'est pas possible de le voir, bien que le bruit des moteurs indiquait sa présence) largue une bombe qui est tombée devant la cheminée, sur le côté bâbord. L'explosion déchire une partie de la superstructure avant, tuant les servants d'une mitrailleuse avant et le pointeur d'une autre mitrailleuse, et provoque d'importants dégâts et incendies; à l'arrière du navire, un violent incendie d'huile se développe. Alors que l'équipage abandonne le navire, le commandant Del Pin et deux autres hommes inondent les dépôts de munitions pour éviter qu'ils n'explosent (même si d'autres sources parlent plutôt de l'explosion des dépôts de munitions), puis le Canopo chavire sur bâbord et coule sur les hauts-fonds.
Une partie de la superstructure avant, la cheminée et les canons de gros calibre restent émergés des eaux du port.

### Commandement
- Lieutenant de vaisseau (Tenente di vascello) uido Cordero Lanza di Montezemolo (né à Alessandria le 20 décembre 1908) (1939)
- Capitaine de corvette (Capitano di corvetta) Azzo Gino Del Pin (né à Palmanova le 11 novembre 1906) (février - 3 mai 1941)

## Sources
- (it) Cet article est partiellement ou en totalité issu de l’article de Wikipédia en italien intitulé « Canopo (torpediniera) » (voir la liste des auteurs).